# Bitwa pod Norton de Matros
Bitwa pod Norton de Matros – starcie zbrojne, które miało miejsce w roku 1975.
Dnia 5 października siły Ludowego Ruchu Wyzwolenia Angoli (MPLA), podjęły próbę zdobycia Nova Lisboa. Na miasto ruszyły 3 kolumny wojskowe z Bengueli, Cela oraz Lobito. Naprzeciwko Angolańczyków z Nova Lisboa wyruszyła kolumna złożona z instruktorów południowoafrykańskich wyposażonych w 3 samochody pancerne i wyrzutnię kierowanych pocisków przeciwpancernych oraz kompania UNITA (Narodowy Związek na rzecz Całkowitego Wyzwolenia Angoli).
Do starcia doszło pod Norton de Matros. Na początku bitwy sukcesy odnosiły siły MPLA, którym udało się zniszczyć wóz dowodzenia Afrykanerów i wywołać panikę wśród niedoświadczonych żołnierzy UNITA. Po jakimś czasie dowódcom udało się jednak zebrać rozproszonych żołnierzy kompanii i przeprowadzić skuteczny kontratak. W jego wyniku siły MPLA utraciły 100 żołnierzy. Sukces pozwolił na utrzymanie przez UNITA miasta Nova Lisboa – drugiego co do wielkości w Angoli.